# Sabura
Sabura o Saburra fou un militar númida.
Era el comandant de les forces de Juba II a l'Àfrica i va derrotar a Gai Curió, un dels generals de Juli Cèsar, el 49 aC. Però el 46 aC fou destruït amb totes les seves forces per Publi Sitti, un altre oficial de Cèsar.